# 글로나스

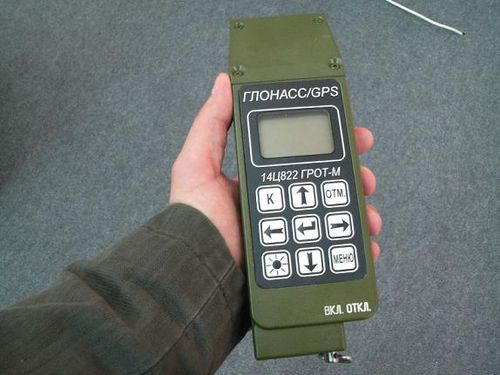
러시아군의 GLONASS/GPS 수신기

글로나스(GLONASS, 러시아어: ГЛОНАСС)는 러시아의 범지구 위성 항법 시스템이다. 소비에트 연방이 개발했고, 현재는 러시아 우주군이 운영하고 있다.
글로나스의 개발은 1976년에 시작되었다. 1991년까지 전 세계 서비스를 목표로 하였다. 1982년 10월 12일부터 1995년까지 수많은 로켓들이 쏘아올려져서 완성되었다. 소비에트 연방의 붕괴 이후 러시아의 경제난으로 프로젝트에 차질이 있었다. 2001년 이후 러시아는 인도 정부와 합작으로 이 프로젝트를 다시 복구하고 있으며, 2009년까지 전 세계 서비스를 목표로 복구하였고 2010년 러시아 전국토를 범위에 두었으며 2011년 10월 전 세계 서비스를 하게 되었다.
GPS는 CDMA 방식을 사용하나 글로나스는 FDMA 방식을 사용한다. L1 주파수는 1602MHz이고 L2 주파수는 1246MHz이다.

## 정확도
미국은 상업용, 군사용 2가지 모드이지만, 글로나스는 상업용 단일모드이다. 러시아는 2020년까지 0.6 m 정확도로 업그레이드할 계획이다. 최신형 GLONASS-K 위성은 10년 수명이다. 이전의 GLONASS-M 위성은 7년 수명이다.

## 같이 보기
- 갈릴레오 위치결정시스템
- GPS
- 범지구위성항법시스템
- GLONASS News